# Biton lividus
Biton lividus är en spindeldjursart som beskrevs av Simon 1882. Biton lividus ingår i släktet Biton och familjen Daesiidae.

## Underarter
Arten delas in i följande underarter:
- B. l. aristonemes
- B. l. lividus